# Federico García Lorca: De Granada a La Luna
Federico García Lorca: De Granada a La Luna je kompilační album různých umělců, kteří na něm zhudebnili básně španělského básníka Federica Garcíi Lorca. Většina básní zůstala v původním španělském jazyce, ale ve dvou případech (John Cale: „Daybreak“ a Neneh Cherry: „Landscape of a Pissing Multitude“) jde o překlady do angličtiny. Vedle Calea a Cherry se na albu představili například Robert Wyatt, Michael Nyman nebo Compay Segundo.

## Seznam skladeb
| Disk 1 | Disk 1                        | Disk 1                       | Disk 1 |
| Pořadí | Název                         | Interpret                    | Délka  |
| ------ | ----------------------------- | ---------------------------- | ------ |
| 1.     | Tierra y Luna                 | Martirio                     | 5:45   |
| 2.     | La Luna Asoma                 | Santiago Auserón             | 2:51   |
| 3.     | Daybreak                      | John Cale                    | 4:29   |
| 4.     | Balad, Balad, Balad Caretas   | Los Enemigos                 | 4:43   |
| 5.     | El Regreso                    | Enrique Morente              | 6:09   |
| 6.     | La Canción de la Mariposa     | Amancio Prada                | 4:39   |
| 7.     | Casida del Herido Por el Agua | Lagartija Nick & Step Murray | 3:56   |
| 8.     | Cancioncilla Del Primer Deseo | Santiago Auserón             | 3:26   |
| 9.     | El Llanto de la Guitarra      | Enrique Morente              | 5:46   |
| 10.    | Son de Negros en Cuba         | Compay Segundo               | 4:56   |
| 11.    | Canción de la Muerte Pequeña  | Chucho Merchán               | 4:50   |

| Disk 2 | Disk 2                           | Disk 2                              | Disk 2 |
| Pořadí | Název                            | Interpret                           | Délka  |
| ------ | -------------------------------- | ----------------------------------- | ------ |
| 12.    | Landscape of a Pissing Multitude | Neneh Cherry                        | 6:43   |
| 13.    | Oda a Salvador Dalí              | Jordi Sabatés & Maria Del Mar Bonet | 4:52   |
| 14.    | De Granada a la Luna             | Michael Nyman                       | 6:16   |
| 15.    | Nana de Sevilla                  | Imperio Argentina                   | 3:53   |
| 16.    | Preludio                         | Imperio Argentina                   | 2:18   |
| 17.    | Pequeño Poema Infinto            | Jordi Sabatés & Josep Palau Fabre   | 2:50   |
| 18.    | Canción de Julieta               | Robert Wyatt                        | 7:24   |
| 19.    | Las Gacelas                      | Lagartija Nick                      | 5:06   |
| 20.    | El Diálogo Del Amargo            | Mauricio Sotelo                     | 11:10  |